# Hyamia pallens
Hyamia pallens là một loài bướm đêm trong họ Noctuidae.